# Всесвітня академія наук
Всесвітня академія наук — (англ. World Academy of Sciences, TWAS) — позиціюється як глобальна організація, що базується у Трієсті, Італія. Згідно з визначенням сайту ЮНЕСКО, програмою TWAS є просування науки у всьому світі.
Заснована гуртом вчених на чолі з Нобелівським лауреатом, пакистанським фізиком Абдусом Саламом 1983 року «для просування науки та інженерії, для сталого успіху в світі, що розвивається». Налічує понад тисячу членів з 90 країн, переважно з країн, що розвиваються. Первісна назва — Академія наук країн третього світу (англ. Third World Academy of Sciences), нинішню назву отримала 2013 року.
Юридично є програмним підрозділом ЮНЕСКО (з 1991).
Фінансується урядом Італії
З 1984 року входить в Міжнародну раду наукових спілок.
На чолі академії стоїть президент — Бай Чуньли, також очолює АН Китаю.
Має п'ять регіональних інформаційних відділень — у Єгипті, Бразилії, Китаї, ПАР, Індії.